# New Left Review
De New Left Review is een Brits links politiek tijdschrift. Het blad ontstond uit Nieuw Links in het Verenigd Koninkrijk en verscheen voor het eerst in 1960 nadat de redacties van The New Reasoner en Universities and Left Review werden samengevoegd. In zijn huidige vorm verschijnt het om de twee maanden in edities van 160 bladzijden, met politieke, economische, sociale, historische en filosofische analyses, bespreking van kunst en cultuur, boekbesprekingen en interviews en essays. Het is een van de vooraanstaande linkse politieke tijdschriften in de Engelstalige wereld. Het blad verschijnt ook in het Spaans. In december 2020 lanceerde NLR een blog genaamd Sidecar.